# Expert Review of Neurotherapeutics
Expert Review of Neurotherapeutics, abgekürzt Expert Rev. Neurother., ist eine wissenschaftliche Fachzeitschrift, die vom Taylor & Francis-Verlag veröffentlicht wird. Die Zeitschrift erscheint mit zwölf Ausgaben im Jahr. Es werden Arbeiten veröffentlicht, die sich mit dem Gebiet der klinischen Neurologie und Pharmakologie beschäftigen.
Der Impact Factor lag im Jahr 2014 bei 2,783. Nach der Statistik des ISI Web of Knowledge wird das Journal mit diesem Impact Factor in der Kategorie Pharmakologie und Pharmazie an 96. Stelle von 254 Zeitschriften und in der Kategorie klinische Neurologie an 71. Stelle von 192 Zeitschriften geführt.